# МТФ-8 колхоза «Путь к коммунизму»
МТФ-8 колхоза «Путь к коммунизму» — посёлок в Славянском районе Краснодарского края.
Входит в состав Прикубанского сельского поселения.

## Социальная сфера
Фельдшерско-акушерский пункт

## История
Посёлок был создан 15 ноября 1997 года, располагается на месте бывшего колхоза «Путь к коммунизму». Территорию населённого пункта составляют отдельные жилые кварталы с производственными подразделениями. Своё название посёлок получил благодаря молочно-товарной ферме № 8, которая являлась его самым большим кварталом.

## Население
| 2002 | 2010 |
| ---- | ---- |
| 620  | ↘597 |